# Жупански мост
Жупанският мост (на гръцки: Γεφύρι Του Ζουπάνι, Γεφύρι Του Ντέρη) е каменен мост в Егейска Македония, Гърция. Мостът е разположен на река Праморица, на пътя, свързващ селата Пендалофос (Жупан) с Агия Сотира (Своляни) в дем Горуша (Войо). Мостът е каменна, двусводеста конструкция и е най-старият мост на Праморица. Реставриран е в 2006 година. Познат е и под името Дерски мост по името на жупанеца Дерис, собственик на мелница, намирала се в миналото край моста.